# Open Society Foundations
La Open Society Foundations (OSF), antes Open Society Institute, es una red estadounidense de subvenciones fundada por el magnate George Soros. Esta apoya financieramente a grupos de la sociedad civil de todo el mundo, con el objetivo declarado de promover la justicia, la educación, la sanidad pública y los medios de comunicación independientes. El nombre del grupo se inspira en el libro de Karl Popper titulado La sociedad abierta y sus enemigos (1945).
La OSF tiene sucursales en 37 países, abarcando un grupo de fundaciones nacionales y regionales como la Open Society Initiative for West Africa, y la Open Society Initiative for Southern Africa; su sede está en Nueva York.
Es una de las principales redes internacionales de donantes que apoyan a grupos de la sociedad civil en todo el mundo. Desde su fundación, ha reportado que George Soros ha aportado a la misma más de 32 mil millones de dólares. Según datos de la OCDE, con una contribución de 340 millones de dólares, Open Society se encuentra entre las 10 fundaciones privadas de carácter filantrópico que más han contribuido al desarrollo en 2020

## Controversias
En 2007, Nicolas Guilhot (investigador asociado del Centro Nacional para la Investigación Científica de Francia) escribió en Critical Sociology que la OSF sirve para perpetuar instituciones que refuerzan el orden social capitalista existente, como antes hicieron la Fundación Ford y la Fundación Rockefeller. Argumenta que el control de las ciencias sociales por parte de intereses adinerados, las aleja de las manos de los políticos y refuerza una visión neoliberal de la modernización.
En noviembre de 2015, Rusia prohibió las actividades de la OSF en su territorio, declarando: «Se constató que la actividad de la Open Society Foundations y la Fundación de Asistencia del Open Society Institute representan una amenaza para los fundamentos del sistema constitucional de la Federación de Rusia y la seguridad del Estado».
En 2017, la Open Society Foundations y otras ONG que promueven el gobierno abierto y ayudan a los refugiados fueron blanco de medidas represivas por parte de gobiernos autoritarios y populistas que se han envalentonado con las señales alentadoras de la administración de Donald Trump. 
Varios políticos de Europa del Este, entre ellos Liviu Dragnea en Rumanía y las figuras de la derecha Szilard Nemeth en Hungría, Nikola Gruevski de Macedonia del Norte, que pidió una «desorosización» de la sociedad. Jarosław Kaczyński de Polonia, que ha dicho que los grupos financiados por Soros quieren «sociedades sin identidad», consideran que muchos de los grupos de ONG son irritantes en el mejor de los casos, y amenazas en el peor.
Algunos de esos grupos de defensa financiados por Soros en la región dijeron que los renovados ataques eran acoso e intimidación, y se hicieron más abiertos tras la elección en 2016 de Trump en Estados Unidos. Stefania Kapronczay, de la Unión Húngara de Libertades Civiles afirmó que los funcionarios húngaros están «tanteando el terreno» en un esfuerzo por ver «con qué pueden salirse con la suya».